# Joachim Kramp
Joachim Kramp (* 11. Dezember 1956 in Saarbrücken; † 27. Oktober 2011) war ein deutscher Filmkaufmann, Autor und Filmpublizist.

## Leben
Kramp wuchs in Rockershausen auf. Nach Beendigung der Schulzeit absolvierte er von 1973 bis 1976 zunächst eine Ausbildung als Bankkaufmann in Saarbrücken. Nach dem Wehrdienst wurde er 1977/78 in einem weiteren Lehrgang zum Filmkaufmann ausgebildet. Es folgten Tätigkeiten als Disponent und Verleihchef.
Erste Erfahrungen mit der Filmindustrie sammelte er bereits als Schüler, da er ab 1968 in einer Nebenbeschäftigung als Vorführer und Dekorateur arbeitete. Ab 1977 war Kramp hauptberuflich als Disponent für Kino und Filmverleih tätig, aber 1982 auch in der Funktion des Verleihchefs. 2007 zog er sich als Filmkaufmann aus dem Bereich Filmtheater und Verleih zurück und arbeitete fortan als freischaffender Berater für eine saarländische Telekommunikationsgesellschaft.
Joachim Kramp war verheiratet und Vater eines Sohnes.

## Edgar Wallace
1998 veröffentlichte Kramp sein erstes Buch, Hallo, hier spricht Edgar Wallace! über die vor allem im Deutschland der 1960er und 1970er Jahre produzierten Filme nach Vorlagen von Edgar Wallace. Für dieses Buch stellte Kramp neben zahlreichen Informationen auch seltenes Fotomaterial zusammen. 2001 und 2005 folgte jeweils eine stark überarbeitete und erweiterte Neuauflage des Buches. 2004 publizierte Kramp in Zusammenarbeit mit Jürgen Wehnert Das Edgar Wallace Lexikon, in dem er sich sowohl mit biographischen Daten von Wallace und den ihn umgebenden Personen als auch mit dem Gesamtwerk des Autors und dessen Wirkungsgeschichte auseinandersetzte. Bis kurz vor seinem Tode arbeitete Kramp darüber hinaus an einem Bildband zu den 32 Rialto/Constantin-Filmen, der erst posthum von Gerd Naumann fertiggestellt wurde. Daneben war er ab 2007 auch an der Umsetzung der „Edgar-Wallace-O-Ton-Hörspiele“ Der Frosch mit der Maske, Das Geheimnis der gelben Narzissen, Der Zinker, Das Gasthaus an der Themse, Die Bande des Schreckens (alle maritim 2008) und Der rote Kreis (2009) beteiligt.

## Jerry Cotton
Ab 2007 recherchierte Kramp für das Buchprojekt Ein Fall für das FBI: Die Jerry-Cotton-Filme, das sich mit einer weiteren in den 1960er Jahren in der Bundesrepublik Deutschland produzierten Kriminalfilmreihe befassen sollte. Das Buch wurde jedoch nie veröffentlicht. In den Folgejahren arbeitete Kramp mit Gerd Naumann zusammen. Es entstand ein gemeinsam herausgegebenes Sachbuch zur Entstehungsgeschichte der Jerry-Cotton-Filme, das die Verfilmungen mit George Nader bis hin zum Remake aus dem Jahr 2009 abhandelte und den zeitlichen Hintergrund beleuchtete.
Über die Veröffentlichungen hinaus trat Joachim Kramp auch in verschiedenen Online-Präsenzen wie dem Edgar-Wallace-Forum als Experte mit einer
hohen Fachkompetenz und persönlichen Erfahrungen zu nahezu allen Genres der
deutschen Nachkriegsfilmgeschichte in Erscheinung. Dabei war er jederzeit an einem Erfahrungsaustausch sowie konstruktiven Diskussionen mit Kinopublikum und Leserschaft interessiert. Hierbei zeichnete er sich durch ein hohes
Einfühlungsvermögen sowohl in die kaufmännischen als auch publikumsrelevanten Ansichten aus, beschränkte zudem auf Bereiche und Themen, in denen er sich durch Recherchen und eigene Erfahrungen auskannte.

## Werk
- 1998: Hallo, hier spricht Edgar Wallace! Die Geschichte der deutschen Kriminalfilmserie von 1959–1972, Schwarzkopf & Schwarzkopf.
- 2004: Joachim Kramp, Jürgen Wehnert, Das Edgar Wallace Lexikon, Schwarzkopf & Schwarzkopf.
- 2011: Joachim Kramp, Gerd Naumann (Hrsg.), Die Jerry-Cotton-Filme: Als Jerry Cotton nach Deutschland kam, ibidem-Verlag.
- 2012: Joachim Kramp, Gerd Naumann (Hrsg.), Das große Album der Edgar-Wallace-Filme – Der prachtvolle Bildband zu den 32 Rialto/Constantin-Filmen der deutschen Kriminalserie 1959–1972, Schwarzkopf & Schwarzkopf.